# Олива-Джесси
Олива-Джесси (итал. Oliva Gessi) —  коммуна в Италии, находится в регионе Ломбардия, в провинции Павия.
Население составляет 179 человек (2010), плотность населения составляет 45,78 чел./км². Занимает площадь 4 км². Почтовый индекс — 27050. Телефонный код — 0383.
Покровителем коммуны почитается святой Мартин, празднование в четвёртое воскресенье июля.

## Демография
Динамика населения:

## Администрация коммуны
- Официальный сайт: http://www.comune.olivagessi.pv.it/hh/index.php Архивная копия от 15 августа 2011 на Wayback Machine